# Meinhard von Neuhaus (Bischof)

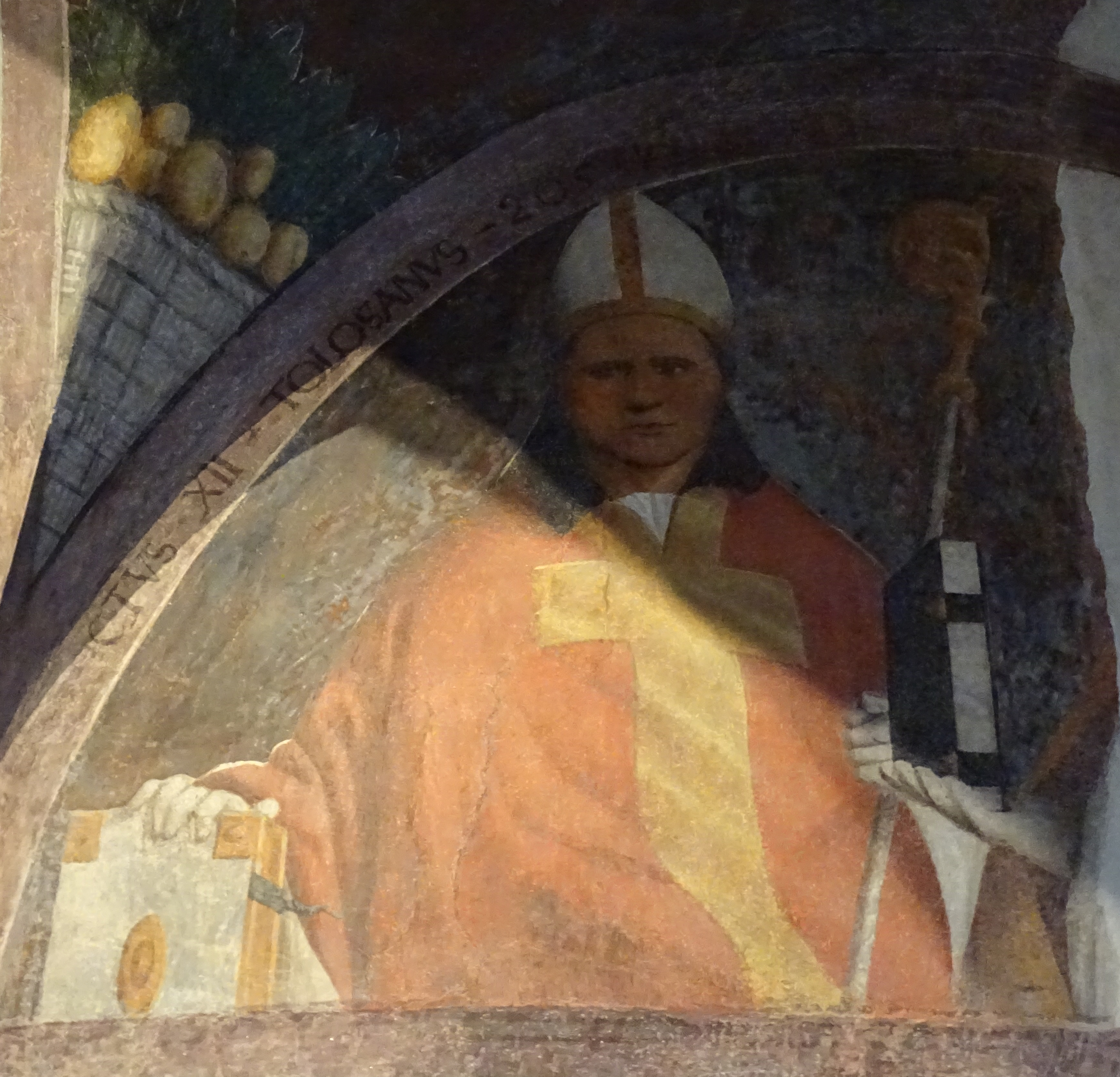
Meinhard von Neuhaus in einem Fresko von Marcello Fogolino im Castello del Buonconsiglio, Trient

Meinhard von Neuhaus (auch Meinhard von Hradec; tschechisch Menhart z Hradce, italienisch Mainardo di Neuhaus; * um 1329; † nach 1377) war Prager Kanoniker und 1349–1360 Bischof von Trient.

## Leben
Meinhard entstammte dem witigonischen Familienzweig der Herren von Neuhaus. Seine Eltern waren Ulrich III. von Neuhaus und Margarete von Kärnten. Sie bestimmten Meinhard für den geistlichen Beruf, weshalb er schon in jungen Jahren Kanoniker in Prag wurde. Nach dem Tod des Vaters 1349 wurden dessen Besitzungen auf Meinhards Brüder Heinrich, Ulrich und Herrmann aufgeteilt.
Meinhards Vater Ulrich unterhielt gute Beziehungen zum böhmischen König Johann von Luxemburg und dessen Sohn Karl IV. Da er auf seinem Herrschaftsgebiet die „ketzerischen“ Waldenser verfolgte, erhielt er 1340 von Papst Benedikt XII. ein Ablassprivileg für diejenigen seiner Untertanen, die ihn bei der Unterdrückung der Waldenser unterstützten. Nach Ulrichs Tod 1349 setzte sich König Karl IV. für die Rechte Meinhards und seiner Brüder ein.
Bereits im Januar 1349 erwirkte Karl IV. für den damals vermutlich 20-jährigen Meinhard bei Papst Clemens VI. die Zusage einer Anwartschaft Meinhards auf ein frei werdendes Kirchenamt. Zehn Monate später, am 4. November 1349, verlieh der Papst Meinhard das Bistum Trient. Gleichzeitig wurden das Domkapitel, der Klerus, die Gläubigen und die Lehensleute des Bistums sowie der Patriarch von Aquileja vom Papst aufgefordert, Meinhard in seinem Bistum gut aufzunehmen. Meinhard seinerseits verpflichtete sich im Februar 1350 zur Zahlung der Servitien.
Da Karl IV. 1350 dem Kaiser Ludwig gegenüber auf seine Tiroler Ansprüche verzichtet und ihn zudem mit der Grafschaft sowie dem Hochstift Trient belehnt hatte, verzögerte sich Meinhards Amtsantritt, da Kaiser Ludwig nicht bereit war, diesem die Temporalien zurückzugeben. Obwohl sich 1354 Papst Innozenz VI. an Karl IV. wandte und ihn bat, auf Kaiser Ludwig einzuwirken, konnte eine Lösung nicht herbeigeführt werden. In den erhaltenen Dokumenten der 1350er Jahre wird Meinhard als „erwählter Bischof“ bezeichnet. 1353 begleitete er Karl IV. nach Konstanz und 1355 durch Süddeutschland. Allerdings war er bei dessen Kaiserkrönung in Rom, die ebenfalls 1355 stattfand, nicht anwesend.
Meinhard hielt sich vermutlich in seiner böhmischen Heimat auf, wo er sich für die Marienverehrung einsetzte. 1356 veröffentlichte der Kartäuser Konrad von Hainburg auf Wunsch Meinhards das als „Laus Mariae“ bekannt gewordene Lob Mariens. Zusammen mit seinem Bruder Ulrich ist Meinhard für das Jahr 1354 als Patron der Kirchen von Slavonice, Stranné, Žirov und Číměř belegt. Beide erwarben 1358 von Martin von Mutice (Mareš z Mutic) Güter in Velešín, Hříšice und Strachoňovice, die in die mährische Landtafel in Brünn eingetragen wurden. Um diese Zeit erbauten sie auch die Burg Rosenstein, deren erster Burggraf Martin von Mutice wurde.
Erst nachdem der Papst um 1359 die Absolution Kaiser Ludwigs u. a. davon abhängig gemacht hatte, dass dieser die Güter des Bischofs von Trient zurückerstatte, zeichnete sich eine Lösung ab. Bereits 1358 wurde das Hochstift im Auftrag Kaiser Ludwigs vom (Brixner?) Domherrn Heinrich von Bopfingen verwaltet. Im April 1359 wurden der Salzburger Erzbischof Ortolf von Weißeneck, der Gurker Bischof Paul von Jägerndorf und der Abt des Benediktinerklosters St. Lambrecht zu geistlichen und weltlichen Administratoren des Bistums Trient ernannt. Die österreichischen Herzöge Albrecht II. und dessen Sohn Rudolf IV. verbürgten sich für die Wiedergutmachung bzw. die Rückgabe der Güter. Bei der tatsächlichen Restitution im August 1359 wurde Meinhard jedoch nicht mehr erwähnt. Da er noch 1360 als Subdiakon bezeichnet wurde, fehlte ihm die Bischofsweihe. Mit einer Verzichtserklärung, die im August 1360 in Avignon eintraf, gab er sein Bistum förmlich auf. In einigen Quellen, z. B. hier und hier , wird allerdings angegeben, er habe das Bischofsamt bis 1362 innegehabt. Über sein weiteres Wirken ist nichts bekannt. Nach dem Genealogie-Weblink starb er erst nach 1377.